# Esmé Stewart, 1.º Duque de Lennox

Brasão de armas de Esmé Stewart, 1º Duque de Lennox, 1º Conde de Lennox: Trimestre de 4, 1 e 4: Brasão concedido em 1427 pelo Rei Carlos VII da França a Sir John Stewart de Darnley, 1º Senhor d'Aubigny, 1º Senhor de Concressault e 1º Conde d'Évreux, Condestável do Exército Escocês na França: Brasão de armas real da França dentro de uma bordadura de Bonkyll, para as armas da família de Bonkyll do Castelo de Bonkyll na Escócia (cujos braços inclinados eram três fivelas), ancestrais de Stewart de Bonkyll, ancestrais de Stewart de Darnley, uma linha júnior; 2 e 3: Stewart de Darnley: Brasão de armas de Stewart, Alto Administrador Hereditário da Escócia, uma bordadura gravada em gules para diferença ; no geral, um escudo de Lennox, conde de Lennox, cuja herdeira era a esposa de Sir John Stewart de Darnley

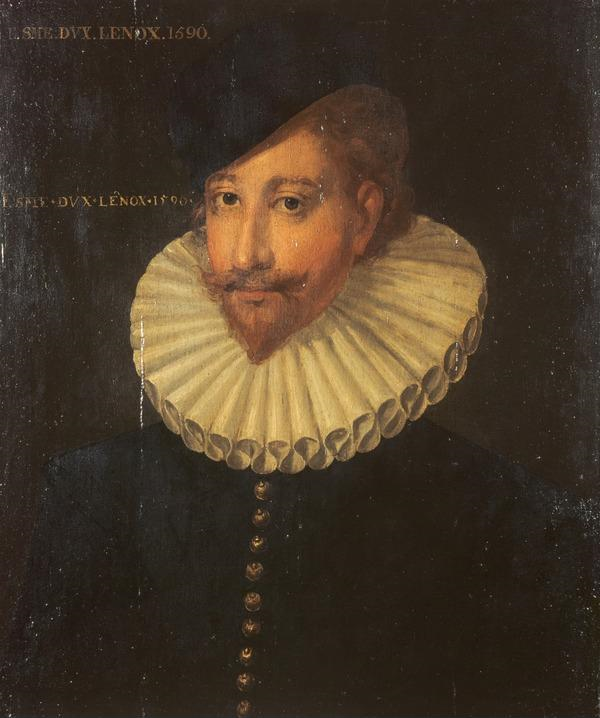
Esmé Stewart, 1.º Duque de Lennox

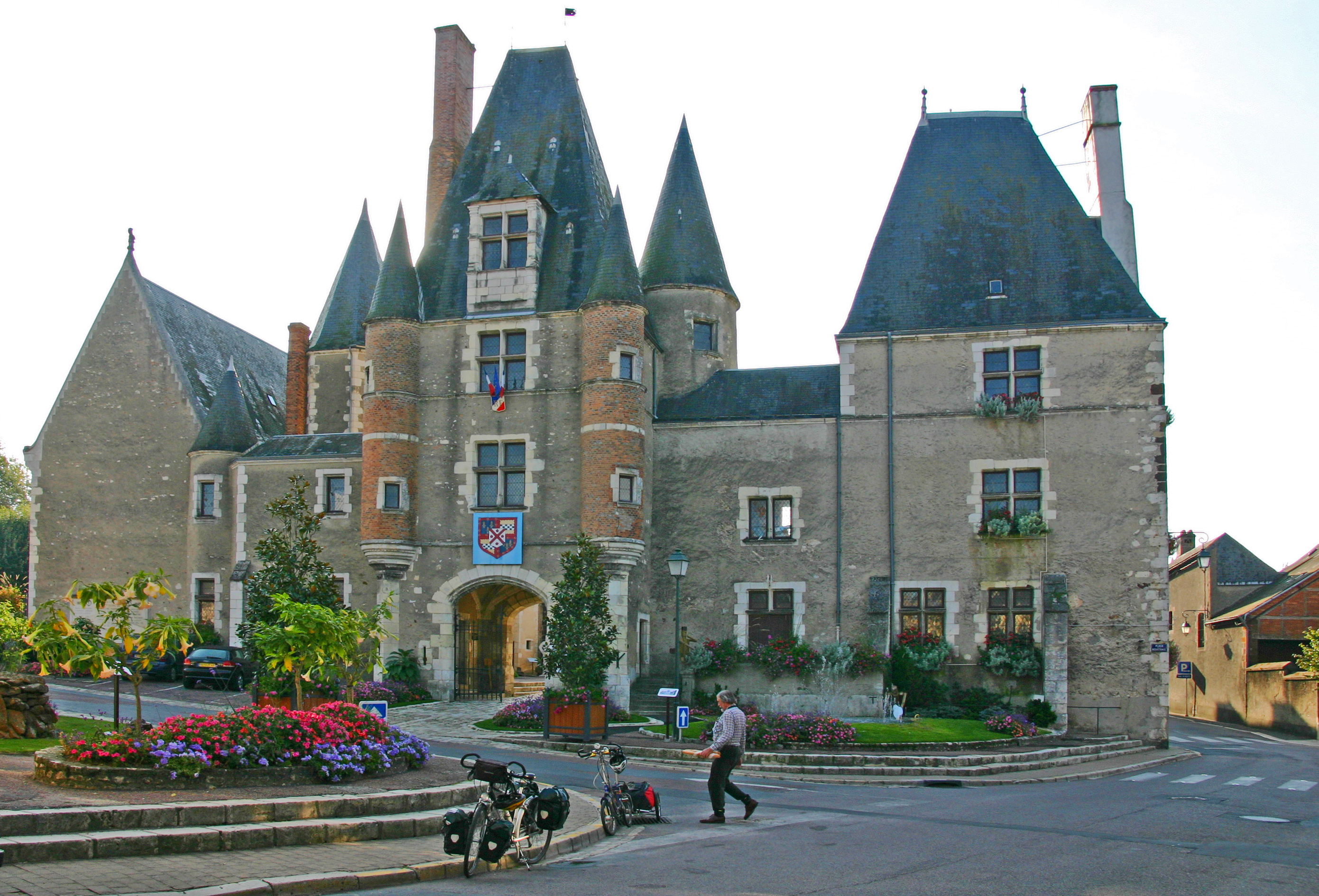
O Château d'Aubigny-sur-Nère em 2008, casa paterna de Esmé Stewart, 1º Duque de Lennox, 1º Conde de Lennox. Construído por Sir Robert Stewart, 4º Lorde de Aubigny (c.1470–1544) e conhecido pelos franceses como le château des Stuarts

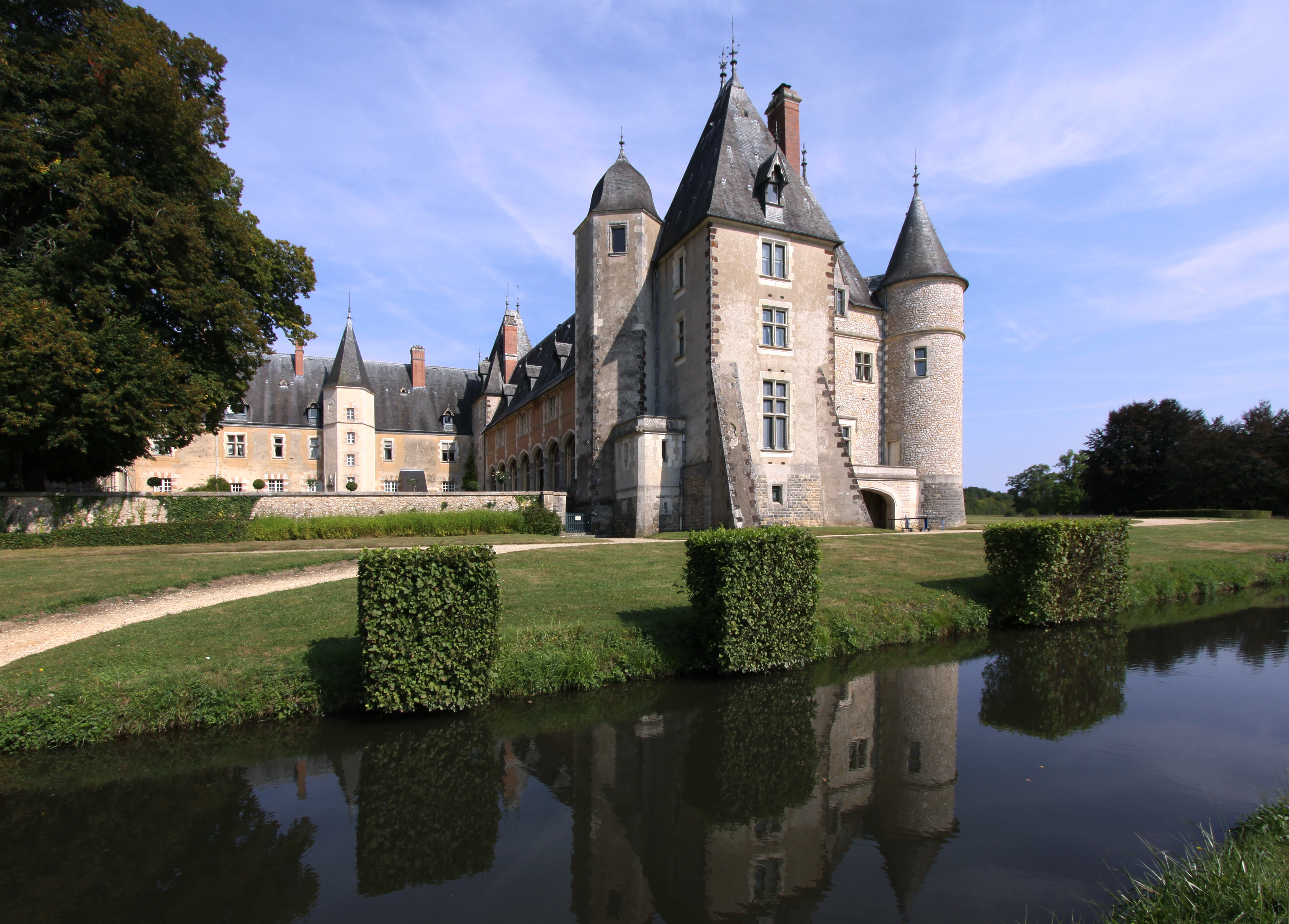
Château de la Verrerie, sede secundária dos Stewarts de Aubigny

Esmé Stewart, 1.º Duque de Lennox, 1.º Conde de Lennox, 6.º Senhor de Aubigny ( c. 1542 – 26 de maio de 1583) do Castelo de Aubigny em Aubigny-sur-Nère na antiga província de Berry, França, foi um nobre francês católico de ascendência escocesa que, ao se mudar para a Escócia aos 37 anos, tornou-se o favorito do rei Jaime VI da Escócia (e mais tarde I da Inglaterra), de 13 anos. Esmé Stewart era primo de primeiro grau do pai de Jaime, Henrique Stewart, Lord Darnley (filho e herdeiro aparente de Matthew Stewart, 4.º Conde de Lennox).

## Vida pessoal
Por volta de 1572, Esmé se casou com a prima em quarto grau de sua mãe, Catherine de Balsac (m. c. 1631 ), a nona filha de Guillaume de Balsac, Sieur d'Entragues, com sua esposa Louise d'Humières. Com Catarina teve cinco filhos: 
- Lady Henrietta Stewart (1573–1642), que se casou com George Gordon, 1.º Marquês de Huntly e teve descendência.[3]
- Ludovic Stewart, 2.º Duque de Lennox (1574–1624), filho mais velho e herdeiro que se casou três vezes.[3]
- Lady Marie Stewart (1576[4] –1644) (Condessa de Mar), que se casou com John Erskine, Conde de Mar (1558–1634) e teve descendência.[3]
- Esmé Stewart, 3.º Duque de Lennox (1579–1624), segundo filho, herdeiro de seu irmão mais velho.[3]
- Lady Gabrielle Stewart (nascida em 1580), uma freira em Glatigny, França.[3]

Esmé faleceu em Paris em 26 de maio de 1583 e foi sucedido por seu filho mais velho, Ludovic (que se casou três vezes sem descendência legítima). Sua viúva sobreviveu a Lennox por muitos anos e passou o resto da vida na propriedade da família em Aubigny, onde foi amplamente responsável pela criação dos netos, antes de morrer em algum momento depois de 1630.

## Títulos
- 31 de maio de 1567: Senhor de Aubigny
- 5 de março de 1579/80: Conde de Lennox, Lorde Darnley e Dalkeith;
- 5 de agosto de 1581: Duque de Lennox, Conde de Darnley, Lorde Dalkeith, Torboltoun e Aberdour.[5]